# WWEロードブロック
ロードブロック(Roadblock)はアメリカのプロレス団体WWEが主催する、プロレス興行の名称。また、同興行を扱うイベントの名称である。ロードブロックは、検問用のバリケードを意味する。2016年の12月からPPVとなった。

## 試合結果

### 第1回大会 (2016年) WWE Roadblock 2016
- 開催日 : 3月12日
- 開催場所 : オンタリオ州トロントのRicoh Coliseum
- 観客動員数 : 9,333人
- 公式大会曲 : Royal Blood - "Out of the Black"

- キックオフ・ショー/6人タッグマッチ -Kickoff Show/Six-man tag team match-

○マーク・ヘンリー vs ランディ・レイン●
- ○ゴールダスト(w / Rトゥルース) vs ビクター(w / コナー)●

- WWEタッグチーム王座戦 -WWE Tag Team Championship-

○ニューデイ(ビッグ・E&コフィ・キングストン(w / エグザビアー・ウッズ)) vs リーグ・オブ・ネイションズ(シェイマス&キング・バレット)●
- ○クリス・ジェリコ vs ジャック・スワガー●

- NXTタッグチーム王座戦 -NXT Tag Team Championship-

○リバイバル(スコット・ドーソン&ダッシュ・ワイルダー) vs エンツォ・アモーレ&コリン・キャサディ(w / カーメラ)●
- WWEディーヴァズ王座戦 -WWE Divas Championship-

○シャーロット(w / リック・フレアー) vs ナタリア●
- ハンディキャップマッチ -2 on 1 Handicap Match-

○ブロック・レスナー(w / ポール・ヘイマン) vs ワイアット・ファミリー(ブレイ・ワイアット&ルーク・ハーパー)●
- ○サミ・ゼイン vs スターダスト●

- WWE世界ヘビー級王座戦 -WWE World Heavyweight Championship-

○トリプルH(c) vs ディーン・アンブローズ●

### 第2回大会 (2016年) WWE Roadblock: End of the Line
- 開催日 : 12月18日
- 開催場所 : ペンシルベニア州ピッツバーグのコンソル・エナジー・センター
- 観客動員数 : 15,555人
- 公式大会曲 : サウザンド・フット・クラッチ - "A Different Kind of Dynamite"

- キックオフ・ショー -Kickoff Show-

○ルセフ(w/ラナ) vs ビッグ・キャス&(w/エンツォ・アモーレ)●
- WWEロウタッグチーム王座戦 -Tag team match for the WWE Raw Tag Team Championship-

●ニュー・デイ(ビッグ・E&コフィ・キングストン(w / エグザビアー・ウッズ))(c) vs セザーロ&シェイマス○
- 10分間耐久試合 -10-minute time limit-

○サミ・ゼイン vs ブラウン・ストローマン●
サミが制限時間内に負けなければサミの勝ち。結果はストローマンの時間切れ負け
- ○セス・ロリンズ vs クリス・ジェリコ●

- トリプルスレット形式WWEクルーザー級王座戦 -Triple threat match for the WWE Cruiserweight Championship-

○リッチ・スワン(c) vs TJパーキンス vs ブライアン・ケンドリック
- 30分アイアンマン・マッチ形式WWEロウ女子王座戦 -30-minute Iron Man match for the WWE Raw Women's Championship-

○シャーロット・フレアー(c) vs サーシャ・バンクス●
3-2でシャーロットの勝利
- WWEユニバーサル王座戦 -WWE Universal Championship-

●ケビン・オーエンズ(c) vs ロマン・レインズ○
反則規定により王座移動は無し